# Armando Donoso
Luis Armando Donoso Novoa (Talca, 18 de septiembre de 1887 - Manhattan, Nueva York, 17 de enero de 1946) fue un escritor, periodista y crítico literario chileno, miembro en su juventud del grupo de Los Diez.

## Biografía
Cursó sus estudios secundarios en el Liceo de Hombres de Talca, que era regentado por el filósofo Enrique Molina Garmendia; allí fue condiscípulo del escritor Domingo Melfi. Por indicación del rector de la Universidad de Chile, Valentín Letelier, pasó algunos años de estudio en Lübeck, Alemania.
De joven, cuando aún estaba soltero, participó en la comunidad de artistas del grupo de Los Diez con los que convivió en la casa de avenida Santa Rosa con Tarapacá, esquina norponiente (que todavía existe). Finalmente por problemas de convivencia se retira del grupo y señala posteriormente que no recomienda la vida en comunidad.
Se casó en primer matrimonio con la poetisa María Monvel (Ercilia Brito Letelier, 1897-1936); la pareja tuvo dos hijos: María (la mayor) y Armando. Su Hija María Muere en Chile y su hijo vive desde su juventud en estados Unidos y muere allá. Al quedar viudo, su segunda esposa fue Elena Pení Dissett, viuda de Pedro Dubournais Dusalaun, la que tenía dos hijas: Elena y Flor Dubournais Pení. 
Falleció en Nueva York, adonde había ido a operarse de un tumor cerebral. Su última residencia en Santiago fue su casa en la calle Renato Sánchez n.° 749 (numeración de entonces), Las Condes.

## Trayectoria periodística y literaria
Al regresar de Europa se inició en el periodismo, hacia inicios del siglo XX. Pronto adquirió fama por su pluma y sus críticas literarias, que ejercía en El Diario Ilustrado. Llegó a ser director de las revistas Para Todos, Pacífico Magazine y Zig-Zag, además de secretario de redacción y subdirector del diario El Mercurio, en el que redactaba las editoriales y la sección Día a Día.
En 1900 publicó su primera obra, el ensayo La sombra de Goethe, al que seguiría en 1910 seguiría Parnaso chileno, una antología comentada, destinada a rescatar la obra de los poetas jóvenes. Ambas obras marcaría el destino del resto de su producción, que estuvo más orientada a la exposición de la obra de otros que a la creación original.
Junto a Manuel Magallanes Moure y Miguel Luis Rocuant, fue miembro del jurado que sacó del anonimato a Gabriela Mistral, premiando sus famosos «Sonetos de la Muerte» en los Juegos Florales organizados por la Federación de Estudiantes de la Universidad de Chile en Santiago, el 22 de diciembre de 1914. La obra de Mistral fue una verdadera revelación para Donoso, quien en adelante mantuvo una viva relación y epistolario con la poetisa.
Hacia 1915 se destacó como entrevistador de las principales personalidades chilenas de su época, como: Isidoro Errázuriz, José Toribio Medina, Enrique Mac-Iver, Abdón Cifuentes, Vicente Reyes, Crescente Errázuriz, Gonzalo Bulnes, Estanislao del Canto, Jorge Boonen Rivera, Eduardo de la Barra y Marcial Martínez. Muchas de estas entrevistas, acompañadas de conceptuosas reseñas de los personajes, se convirtieron en libros.

## Obra
Libros:
- La sombra de Goethe (1900)
- Bilbao y su tiempo (1913)
- Menéndez Pelayo y su obra (1913)

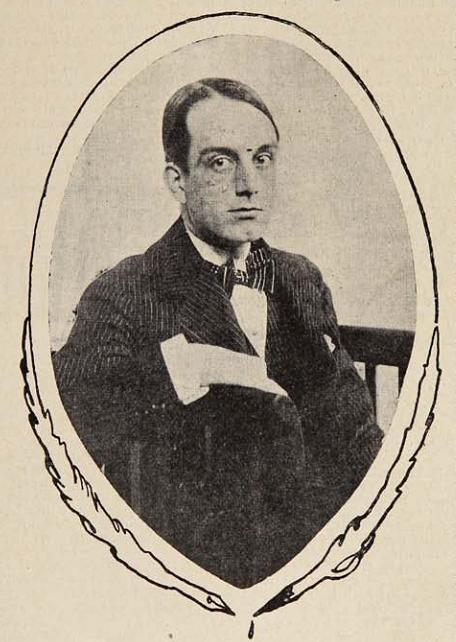
Armando Donoso (1916).

- La nación Alemana: homenaje a SS. AA. RR. los Príncipes de Prusia (1914)
- Lemaitre: crítico literario (1914)
- Vida y viaje de un erudito: recuerdos de don José Toribio Medina (1915)
- Conversando con don José Toribio Medina: recuerdos de su vida intelectual (1915)
- Chile (1915)
- Barros Arana y Mitre: una amistad literaria (1916)
- Recuerdos de medio siglo. Don José Victorino Lastarria (1917)
- Homenaje a Rodó (1917)
- Brunetiére y la bancarrota de la ciencia (1918)
- En torno a la metafísica: su posible renovación según José Ingenieros (1918)
- Un filósofo de la biología, Le Dantec (1918)
- La senda clara (1919)
- Las almas ardientes (1920)
- Un hombre libre: Rafael Barrett (1920)
- Carta a mi amigo el filólogo (1922)
- Sarmiento en el destierro (1924)
- Dostoievski, Renán, Pérez Galdós (1925)
- Obras de juventud de Rubén Darío (1927)
- Goethe : poesía y realidad (1933)
- Conversaciones con don Arturo Alessandri: anotaciones para una biografía 1934
- Recuerdos de cincuenta años (1947)

Antologías:
- Parnaso chileno (1910)
- Los nuevos (1912)
- Pequeña antología de poetas chilenos contemporáneos (1917)
- El parnaso oriental, o, Guirnalda poética de la República Uruguaya (1927)
- Algunos cuentos chilenos (1943)